# جونا فرانكل
جونا فرانكل (بالعبرية: יונה פרנקל‏) هو فيلسوف إسرائيلي، ولد في 1928، وتوفي في 2012.